# Chiesa di San Leonardo in Arcetri
La chiesa di San Leonardo in Arcetri è un luogo di culto cattolico di Firenze, situato nel tranquillo quartiere collinare di Arcetri, che le dà il nome, in via San Leonardo. La strada è contornata da muretti in pietra che delimitano i poderi a terrazze dove sono coltivati gli ulivi.

## Storia e arte

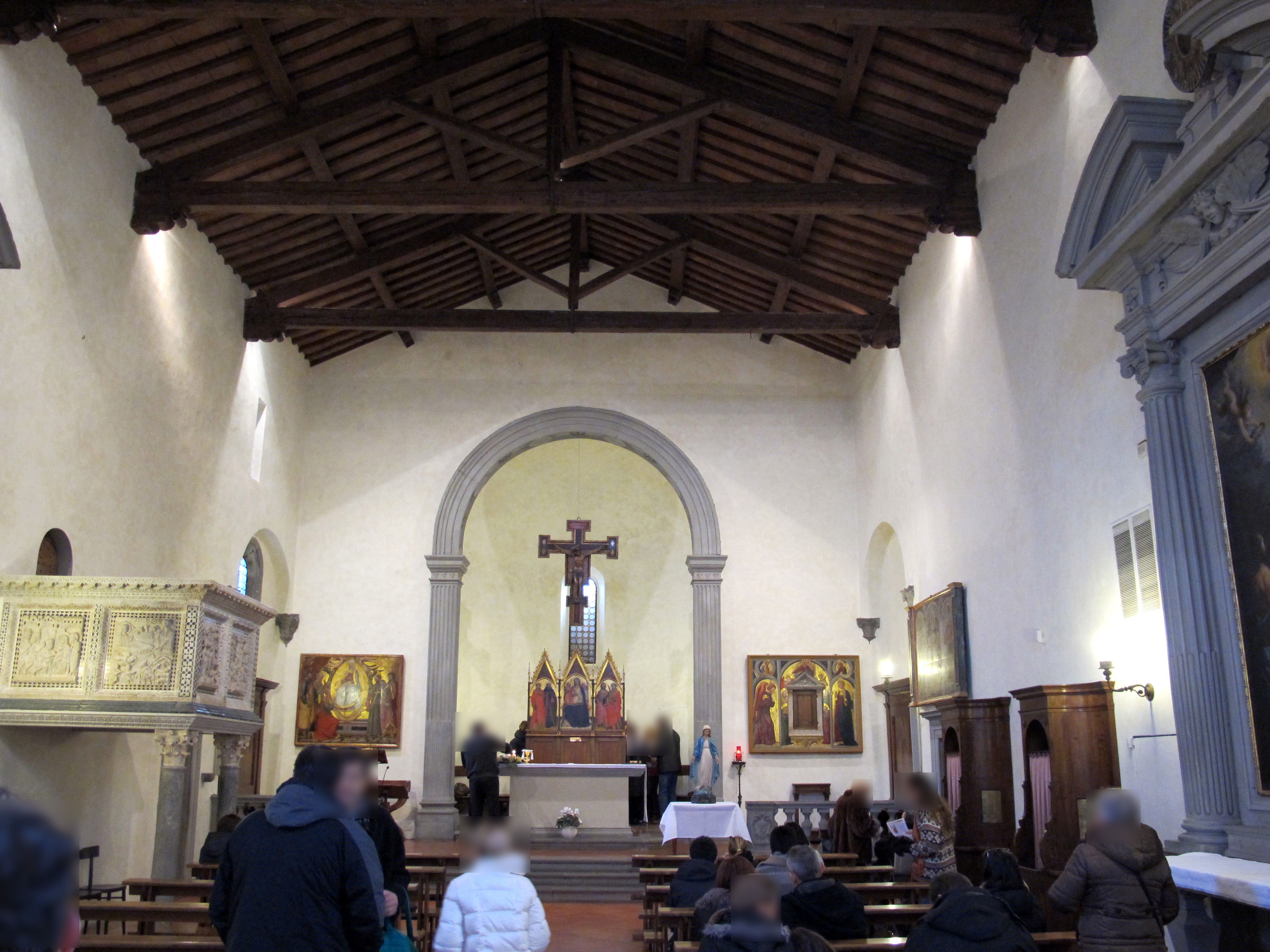
L'interno

Antica pieve risalente ai primi secoli dopo il Mille, venne restaurata nel Novecento e conserva all'interno dei dipinti del Quattrocento: la Madonna col Bambino e Santi di autore ignoto vicino a Lorenzo di Niccolò, Tobia e l'angelo fra i Santi Sebastiano e Leonardo della bottega di Neri di Bicci, al quale sono attribuitio con certezza una Annunciazione, Padre Eterno, Angeli e Profeti del 1458 circa, attorno ad un tabernacolo coevo, ed una Madonna della Cintola e Santi del 1467.
Sono presenti anche due tele di Francesco Conti (1733 circa). Nel 1782 vi fu rimontato il celebre pergamo della fine del XII sec. ed inizio XIII proveniente dalla soppressa chiesa fiorentina di San Pier Scheraggio, con bassorilievi marmorei in parte decorati da tarsie raffiguranti scene del Nuovo Testamento. Da questo pulpito si dice che abbiano parlato Dante e Boccaccio.